# هاینکل پی. ۱۰۷۷
هاینکل پی. ۱۰۷۷ (به انگلیسی: Heinkel P.1077) یک هواگرد ساختِ کارخانهٔ هاینکل در کشور آلمان است . نخستین استفاده‌کنندهٔ این هواگرد نیروی هوایی آلمان نازی بوده‌است.